# Jean-Joseph Saroïhandy
Jean-Joseph Saroïhandy (Saint-Maurice-sur-Moselle, Vosgos, 13 de septiembre de 1867 - París, 24 de junio de 1932) fue un filólogo e hispanista francés.

## Biografía
Como bien indica su apellido "Saroïhandy", era de origen vasco (su madre era de los Aldudes) fue hijo de un comerciante en maderas vascofrancés. Cuando a los 18 años acabó el bachillerato, la muerte de su padre le obligó a ganarse la vida y estuvo en Inglaterra e Irlanda trabajando como profesor de francés; en 1886 se fue a la Argentina donde estuvo dos años y aprendió español; volvió a Francia y obtuvo como alumno en la École Pratique des Hautes Études varias becas para estudiar en Portugal y España; logrado el certificado de profesor de español, enseñó en Bayona y en varios institutos de Francia; por último fue profesor en el Collège de France; allí, en 1919, Alfred Morel-Fatio, muy enfermo, le nombró suplente de su Cátedra de Lenguas de Europa Meridional y desempeñó esa cátedra desde 1920 hasta 1925. Fue el primero en dar clases de idioma aragonés en la década de 1920 en París. Asistió en 1922 al Congreso de Guernica. Se carteó con Julio de Urquijo Ibarra, Rufino José Cuervo, Ramón Menéndez Pidal, Domingo Miral y Pedro Arnal Cavero, e incluso con Joaquín Costa, quien le transmitió su gran amor por Aragón.
El hispanista Alfred Morel-Fatio sugirió a Saroïhandy estudiar la lengua original en el mismo país y en 1896 llegó a Graus, iniciando una relación con España que no se interrumpió sino con su muerte; durante treinta años veraneó en Aragón y otros lugares del Pirineo y recogió materiales dialectológicos de las diversas lenguas pirenaicas: aragonés, catalán, occitano y euskera; también navarroaragonés medieval. Dedicó también un gran interés a los estudios vascos, en particular a la conjugación de los verbos, pero llegó a los mismos algo tarde. Deseaba jubilarse para emprender trabajos más ambiciosos sobre el idioma aragonés, pero una dolencia hepática le sobrevino súbitamente y murió el 24 de junio de 1932, y su impresionante archivo personal, contenedor de los materiales compilados en largos años de viajes a pie o en burro por las más remotas aldeas de las dos vertientes pirenaicas, se depositó en la Universidad de Burdeos. Recientemente Óscar Latas Alegre ha publicado parte del mismo, referente a la idioma aragonés, con el título Misión lingüística en el Alto Aragón (Zaragoza: Editorial Xordica-Prensas Universitarias de Zaragoza, 2005) e Informes sobre el aragonés y el catalán de Aragón (1898-1916) (Zaragoza: Aladrada-Prensas Universitarias de Zaragoza-Gobierno de Aragón, 2009).

## Obras
- Jean Joseph Saroïhandy, «Dialectos aragoneses», Archivo de Filología Aragonesa, LXI-LXII (2005-2006), Zaragoza, Institución «Fernando el Católico»-CSIC, págs. 363-375. (Con prólogo de Joaquín Costa). ISSN 0210-5624 (Versión electrónica en formato PDF). Es reedición del artículo publicado originalmente en el Annuaire de 1901 de la Escuela Práctica de Estudios Superiores (Sección de Ciencias Históricas y Filológicas), París, Imprenta Nacional, 1900, 106.